# Giovanni Favoino di Giura
Giovanni Maria Favoino di Giura (Chiaromonte, 26 aprile 1885 – Chiaromonte, 29 novembre 1967) è stato un avvocato, giornalista, scrittore, poeta ed editore italiano.

## Gli inizi della carriera
Giovanni Maria Favoino di Giura nacque a Chiaromonte, piccolo borgo lucano in provincia di Potenza, il 26 aprile del 1885. Dopo aver frequentato il Liceo Classico "Archita" di Taranto, nel 1906 si laureò in giurisprudenza presso la Regia Università degli Studi di Napoli "Federico II", con il massimo dei voti.
Terminati gli studi accademici, si trasferì a Roma, dove iniziò ad esercitare la professione di avvocato civilista. In quegli anni, accanto agli impegni professionali, Giovanni Favoino di Giura iniziò a coltivare la passione per il giornalismo. Tale si rivelò l'amore per la carta stampata che decise di affiancare all'attività forense anche la professione giornalistica. Fece il suo esordio, con lo pseudonimo di Bazaroff, su "Il Giornale d'Italia" e successivamente come pubblicista per il quotidiano romano "Il Messaggero", con il quale collaborò durante gli anni vissuti a Roma.
Dopo l'esperienza giornalistica capitolina, sempre più desideroso di allargare i propri orizzonti culturali e professionali, nel 1910 decise di emigrare a San Paolo del Brasile ove, direttore di un quotidiano in lingua italiana, condusse per circa due anni delle inchieste sulla condizione degli italiani nello Stato del Paraná. Successivamente si trasferì in Argentina, nella capitale Buenos Aires, per occuparsi in qualità di caporedattore della redazione de' "La Patria degli italiani", tra i quotidiani in lingua italiana di maggiore importanza tra quelli pubblicati fuori dalla madrepatria.

## La prima guerra mondiale
Giovanni Favoino di Giura era cresciuto con le ideologie patriottiche del nonno materno Giuseppe di Giura, che languì dieci anni nelle galere borboniche di Nisida e di Procida e vi morì nel 1856 per la libertà e l'unità d'Italia. Il ricordo della fierezza con la quale la madre Matilde gli narrava il patimento del nonno e degli zii Giosuè e Domenico (il primo morto in esilio e il secondo, sacerdote letterato, sottoposto a vigilanza speciale) tutti ferventi patrioti lucani, fece nascere in lui il desiderio di servire la Madre Patria.
All'indomani della dichiarazione di guerra del 24 maggio 1915, Giovanni Favoino di Giura rientrò in Italia. Si arruolò volontario nel Regio Esercito nell'agosto del 1916 per prendere parte alla prima guerra mondiale, come ufficiale di fanteria. Il suo reclutamento avvenne tra le file del 231º Reggimento della brigata "Avellino", costituita il 6 maggio 1916 e comandata dal Generale di Divisione Antonino Cascino. Giovanni Favoino di Giura si distinse in particolar modo durante le operazioni belliche, condotte quasi esclusivamente in trincea, per la conquista dell'avamposto sul Monte San Michele di Gorizia, caposaldo del possente fronte di guerra predisposto dalle forze militari austriache, le quali il 29 giugno utilizzarono per la prima volta nella storia i gas nervini che uccisero 7.000 soldati italiani. È da supporre che Giovanni quel giorno si trovasse in seconda linea e che, come tutti, fuggisse terrorizzato davanti alle nuvole di gas. Lì con lui c'era anche Giuseppe Ungaretti. Scampato ai gas nervini, a fine guerra lasciò nuovamente l'Italia per trasferirsi a New York.
(Giovanni Favoino di Giura - Trincea. Con i fanti della Brigata Avellino, New York, 1926)

## Il "Vittoriale" e gli anni a New York
Giunto a New York, Giovanni Favoino di Giura riprese l'attività giornalistica con uno spirito rinnovato ed una visione più realistica della vita, ormai segnato indelebilmente dalla sua esperienza in guerra. Iniziò presto la collaborazione con la rivista "Il Carroccio", mensile di cultura e difesa italiana in America. Fu quella un'esperienza gratificante, in quanto "Il Carroccio" era una rivista molto seguita non solo dagli italiani d'America, alla cui redazione collaboravano giornalisti affermati e alti esponenti della politica e della cultura italiana. Ma il desiderio di Giovanni Favoino di Giura di realizzare una rivista che gli appartenesse era ormai incontenibile. Fu così che nel 1924 fondò e diresse il "Vittoriale" (in foto l'edizione n.3 del marzo 1928, dedicata al Generale Armando Diaz), un mensile in lingua italiana edito dalla Casa Editrice "La Transatlantica" di New York. Gli uffici della rivista avevano sede presso il 176 di Worth Street, sulla Second Avenue, nel cuore di Manhattan.
Il "Vittoriale" ricalcava quelle che erano le linee guida editoriali delle riviste italoamericane dell'epoca, ma con uno spiccato senso di orgoglio nazionale indirizzato alla promozione della cultura e alla riscoperta della letteratura italiana, nonché alla nascita di movimenti politici di tipo nazionalista. L'impostazione data al "Vittoriale" riscosse grande consenso tra i newyorkesi di origine italiana e tra i rappresentanti della politica, consentendo a Giovanni Favoino di Giura di entrare in contatto con i più influenti rappresentanti della comunità italiana d'America. Lo stesso Favoino di Giura divenne in breve tempo un importante riferimento per tutti coloro che all'epoca si impegnavano per "...fare della propria italianità motivo di orgoglio.".
In quegli anni, oltre all'impegno editoriale con il "Vittoriale" e alla collaborazione con il "Corriere d'America", Favoino di Giura fu affascinato dal crescente potere mediatico della radio, tanto da voler provare l'esperienza di giornalista radiofonico. Ebbe tale opportunità nel 1939, quando venne chiamato a commentare le news per gli italo-americani dagli studi della WBIL-Radio, una delle più conosciute tra le emittenti cattoliche newyorkesi di proprietà del notabile Angelo Fiorani (Fiorani Radio Productions Records), le cui trasmissioni avvenivano direttamente dalla chiesa di Saint Paul Apostle.
Quelle che inizialmente sembravano sporadiche comparse nel mondo del giornalismo radiofonico, divennero per Giovanni Favoino di Giura un'opportunità, che ben si affiancava alla pubblicazione di massa del "Vittoriale", per divulgare i concetti di integrazione sociale, politica ed economica da lui ritenuti fondamentali per la realizzazione di quella che considerava "una doverosa rivalutazione del prestigio storico e culturale dell'italianità", che rendesse giustizia a tutti gli immigrati italoamericani, fortemente discriminati per i dilaganti pregiudizi diffusi dalle autorità americane che temevano per la crescente diffusione della propaganda nazionalista. Tali ideologie di riscatto venivano espresse in apposite rubriche di approfondimento giornalistico, il cui autore era lo stesso Favoino di Giura, che così facendo richiamò l'attenzione, oltre che della comunità italoamericana, anche della critica sociopolitica della metropoli, la quale gli tributerà una citazione nell'annuario dell'American Academy of Political and Science in un articolo di Clyde R. Miller del 1941, per il contributo dato all'aggregazione ed allo sviluppo sociale e culturale della comunità italiana in America.
Frequentando i salotti dell'alta società newyorkese, strinse amicizia con personalità illustri di origine italiana della politica, della cultura e dell'arte, tra cui il pittore Arturo Noci, che realizzò l'acquerello successivamente utilizzato per la copertina del libro "Occhi Intenti", il tenore Beniamino Gigli, la star radiofonica Ubaldo Guidi Buttrini, il Barone Osvaldo Cocco, il lucano Giovanni Riviello, direttore de "La Basilicata nel Mondo" e de "Gli Italiani nel Mondo", il Vicenconsole De Cicco e l'influentissimo magnate dell'edilizia e dell'editoria Generoso Pope, proprietario di testate giornalistiche quali il "Bollettino della sera" (sul quale Favoino di Giura pubblicò diversi suoi articoli), "Il corriere d'America", "L'opinione" ed il più blasonato "Il Progresso Italoamericano".

## "Il Progresso Italoamericano"
Erano gli anni che precedevano lo scoppio della seconda guerra mondiale e Giovanni Favoino di Giura fu nominato Direttore de Il Progresso Italo-Americano (dal 1988 divenuto "America Oggi"), storico quotidiano newyorkese in lingua italiana, da sempre testimone e voce dell'emigrazione negli Stati Uniti. La comunità italiana della Grande mela, pur essendo in una fase di rapida espansione, non aveva ancora un rappresentante che ne tutelasse gli interessi e che si facesse portavoce nello scenario politico che si andava configurando negli Stati Uniti.
In tale contesto, Giovanni Favoino di Giura diede un profilo netto alla direzione del giornale (che all'epoca aveva raggiunto la vetta delle vendite con una tiratura di oltre 90 000 copie diffuse), tutta incentrata sulla promozione dell'identità, della cultura e della storia degli italoamericani, affinché ogni italiano prendesse coscienza delle proprie potenzialità e le mettesse in campo per stringere un legame sempre più forte con le istituzioni. L'idea di Giovanni Favoino di Giura era quella di inculcare nella coscienza della comunità italoamericana il concetto di "etnicità politica", e cioè della necessità di avere dei rappresentanti politici di origini italiane a tutela della stessa comunità e delle generazioni che ne sarebbero seguite.

## L'internamento
L'indirizzo editoriale dato da Giovanni Favoino di Giura a "Il Progresso italoamericano" attirò, tuttavia, l'attenzione del P.M.G.O. (Provost Marshal General's Bureau) e dell'FBI che, a causa della crescente diffidenza nei confronti degli italiani, dovuta soprattutto all'acuirsi delle tensioni che a breve sarebbero sfociate nella seconda guerra mondiale, vedevano nella testata giornalistica da lui diretta, così come in altre iniziative editoriali capitanate da illustri italiani, un mero strumento di propaganda d'oltreoceano al regime fascista. In questa atmosfera di pregiudizi e di fobia irrazionale, Giovanni Favoino di Giura, insieme ad altri innumerevoli esponenti della comunità italoamericana di New York, venne sottoposto alle restrizioni della censura a seguito del fenomeno dell'internamento promosso dal Governo degli Stati Uniti allo scopo di sopire le crescenti paure delle autorità militari americane nei confronti degli immigrati italiani.
A difesa della comunità italoamericana e per porre un freno ai sempre più frequenti rastrellamenti da parte della polizia militare, intervenne il Presidente Roosevelt, la cui intercessione consentì a Giovanni Favoino di Giura e a molti suoi connazionali di riacquistare la propria libertà. Lo stesso Roosevelt, che ricevette alla Casa Bianca una rappresentanza di italoamericani tra i quali il Favoino di Giura, per mitigare le tensioni montate dalle autorità militari, affermò ironicamente: “Gli italiani sono grandi cantanti d'opera… I tedeschi sono diversi: loro sì che possono essere pericolosi!”.
Dopo la infausta esperienza dell'internamento, Giovanni Favoino di Giura si trovò di fronte ad un radicale mutamento nella struttura sociale delle comunità italoamericana e delle ideologie che, fino ad allora, avevano accompagnato il suo operato professionale in terra d'America, sempre e comunque condizionato dagli avvenimenti sociopolitici della madrepatria. Nell'Italia degli anni '40 il regime fascista si disgregò e andò affermandosi il partito della Democrazia Cristiana che, partecipando al Comitato di Liberazione Nazionale, assunse la veste di fazione politica moderata, vicina alla Chiesa e alquanto vaga nei confronti della Monarchia. I giornali italoamericani, stimolati dal Governo degli Stati Uniti che temeva per una vittoria del Fronte Democratico Popolare durante le elezioni politiche del 1948, approntarono una incisiva campagna elettorale rivolta ai cittadini residenti in Italia perché non votassero per i gruppi politici filosovietici.
Migliaia di italoamericani furono invitati a scrivere lettere ai propri cari in Italia, per spingerli a votare a favore dei candidati democristiani, considerati come amici leali dell'America. Anche il quotidiano "Il Progresso Italoamericano" sposò l'iniziativa, per volontà del suo proprietario Generoso Pope, a sostegno dell'amministrazione Truman che si impegnava a restituire Trieste agli italiani e ad inserire l'Italia tra le Nazioni Unite in cambio di una vittoria dei democratici cristiani. Questo nuovo indirizzo editoriale, tuttavia, incontrava il dissenso di Giovanni Favoino di Giura che, non identificando nella Democrazia Cristiana un valido deterrente alle mire espansionistiche dell'Unione Sovietica sull'Europa Occidentale, considerava il Partito Monarchico e il Movimento Sociale Italiano quali unici partiti dal “contenuto di purissima idealità nazionale e la sola vera antitesi del comunismo”. Per tali divergenze ideologiche, Giovanni Favoino di Giura abbandonò la direzione de "Il progresso Italoamericano" per passare definitivamente al quotidiano "Il Popolo Italiano".

## La letteratura
Oltre all'impegno giornalistico, Giovanni Favoino di Giura scrisse numerosi libri. Tra essi "Il carme alla luna" (Casa Editrice Malena, Buenos Aires - 1910), "Frammenti di Giornale" (Tipografia del Riachiuelo, Buenos Aires - 1912), "Gli italiani nella provincia di Entre Rìos" (Artes Graficas, Paranà - 1913), "Antonio Meucci: il vero inventore del telefono" (Pei tipi del "Carroccio", New York - 1923 e ristampa della Cocce Press - New York 1940), "Fatalyse" (Romanzo di un amore italo-americano), "Il ritorno alla culla" (Tragedia moderna), "Lo straniero" (Romanzo), "Occhi intenti" (Racconti e poesie, Pei tipi del "Carroccio", New York - 1924) e "Trincea. Con i fanti della Brigata Avellino", in cui scrive della sua esperienza di guerra durante i primi mesi del suo arruolamento fino alla nomina a Sottotenente nel novembre del 1916.
Tra i libri di Giovanni Favoino di Giura spicca "Antonio Meucci. L'inventore del telefono", nel quale lo scrittore ripercorre la vita e tutte le tappe che portarono Meucci a realizzare la sua grande invenzione, ponendo l'accento su quegli elementi a favore dell'inventore italiano nell'annosa vicenda che lo vide contrapposto ad Alexander Graham Bell riguardo alla paternità del telefono. L'opera intitolata "Antonio Meucci. L'inventore del telefono", che contiene documenti anche inediti di Meucci, come ad esempio il suo intero testamento, vide la luce in una prima edizione nel 1923 e fu poi ristampata nel 1940 con il titolo "Il vero inventore del telefono: Antonio Meucci". Il Testo di Favoino di Giura, negli anni a seguire, rientrerà fra i documenti di ricerca effettuata dal Professor Ing. Basilio Catania, già direttore generale dello CSELTdi Torino, per dimostrare senza ombra di dubbio che il lavoro di Meucci nell'invenzione del telefono fu determinante (Bulletin of Science, Technology & Society - February 2001, Volume n.21).

## Il ritorno a Chiaromonte
Separatosi dalla prima moglie, Fanny Bignami dei Conti della Scala dalla quale ebbe due figli (Enzo Vittorio e Matilde), si trasferì in Lussemburgo dove si risposò con l'ereditiera Maria Nilles, dalla quale ebbe il terzo figlio (Gabriele, redattore del New York Times). Dopo alcuni anni trascorsi con la nuova famiglia nel Granducato lussemburghese, Giovanni Favoino di Giura decise di rientrare in Italia per stabilirsi definitivamente a Chiaromonte, dove era nato e dove morì il 29 novembre del 1967. I suoi resti mortali riposano nella cappella di famiglia.

## Opere
- Il carme alla luna (1910);
- Frammenti di Giornale (1912);
- Gli italiani nella provincia di Entre Rios (1913);
- Lo straniero (1920);
- Fatalyse (1923);
- Antonio Meucci. L'inventore del telefono (1923);
- Occhi intenti (1924);
- Trincea. Con i fanti della Brigata Avellino (1926);
- Il vero inventore del telefono: Antonio Meucci (Ristampa del 1940);
- Il ritorno alla culla (1942);